# James Francis Edward Stuart
James Francis Edward, Thân vương xứ Wales (James Francis Edward Stuart, kẻ đòi ngôi cũ hay tên gian hùng cũ; 10 tháng sáu 1688 - Ngày 01 tháng 1 năm 1766) là con trai của vị vua bị phế truất James II của Anh (James VII của Scotland) và người vợ thứ 2 của ông, Maria xứ Modena. Vì lý do trên, ông khẳng định quyền nối ngôi vua Anh, Scotland và Ireland (như James III của Anh và Ireland và James VIII của Scotland) sau cái chết của cha mình năm 1701. Ông được ông cậu họ của mình Louis XIV của Pháp công nhận là vua của nước Anh, Scotland và Ireland. Sau cái chết của ông năm 1766, con trai Charles Edward Stuart kế vị theo thừa kế Jacobite. Tuy nhiên, Tuyên ngôn Nhân quyền 1689 và Đạo luật Hòa giải 1701 đã loại trừ những người Công giáo khỏi ngai vàng của Anh. James Francis Edward lớn lên ở Lục địa Châu Âu và được gọi là Chevalier de St. George. Ông nhận được sự ủng hộ của những người theo Jacobite và anh họ là vua Louis XIV của Pháp. Mười bốn năm sau, ông cố gắng giành ngai vàng của Anh và Ireland nhưng không thành công trong cuộc nổi dậy của Jacobite năm 1715. Sau khi ông mất vào năm 1766, con trai ông là Charles Edward Stuart tiếp tục đòi ngôi vua của nước Anh.